# Vitri Tower
La Vitri Tower è un grattacielo ad uso residenziale di Panama.

## Caratteristiche
L'edificio, alto 281 metri e con 75 piani, è stato completato nel 2013 ed è il secondo grattacielo più alto della città e del paese dopo il Bahia Grand Panama e il trentottesimo più alto del Nord America.